# 旧倉松落
旧倉松落（きゅうくらまつおとし）は、埼玉県北葛飾郡杉戸町を起点に主に春日部市を流れる準用河川。

## 概要
旧倉松落は1933年（昭和8年）の河川改修によって中川へ川筋が付け替えられる以前の倉松川の流路で、旧倉松川、あるいは流域がかつて北葛飾郡幸松村であったことから幸松川（こうまつがわ）とも称される。
杉戸町南部の隼人天神社西側にて倉松川本流と分水し、春日部市不動院野の水田地帯を流れる。不動院野には流路を転用した調節池のほか、首都圏外郭放水路の流入口が設けられている。国道16号春日部野田バイパスを横断したのち旧倉松公園・埼玉県立春日部特別支援学校の西側を流れ、八丁目地内で南側用水路と合流し流路を東南方向へ変える。樋堀の境界付近で再び流路を南に向けて、大落古利根川に自然合流する。

## 橋梁
- 名称不明
- 蓮田橋
- （国道16号）
- 名称不明

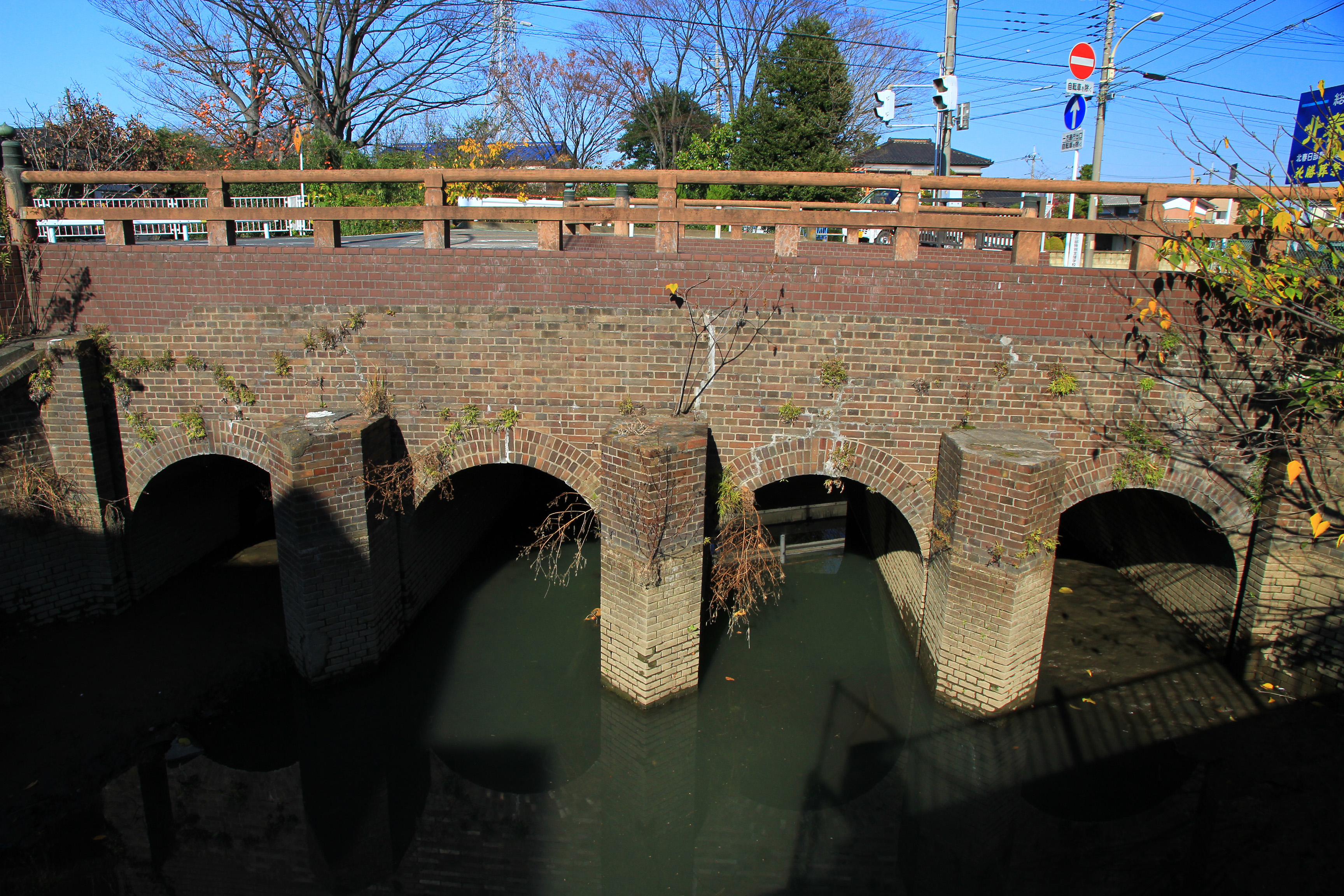
倉松落大口逆除（通称めがね橋）

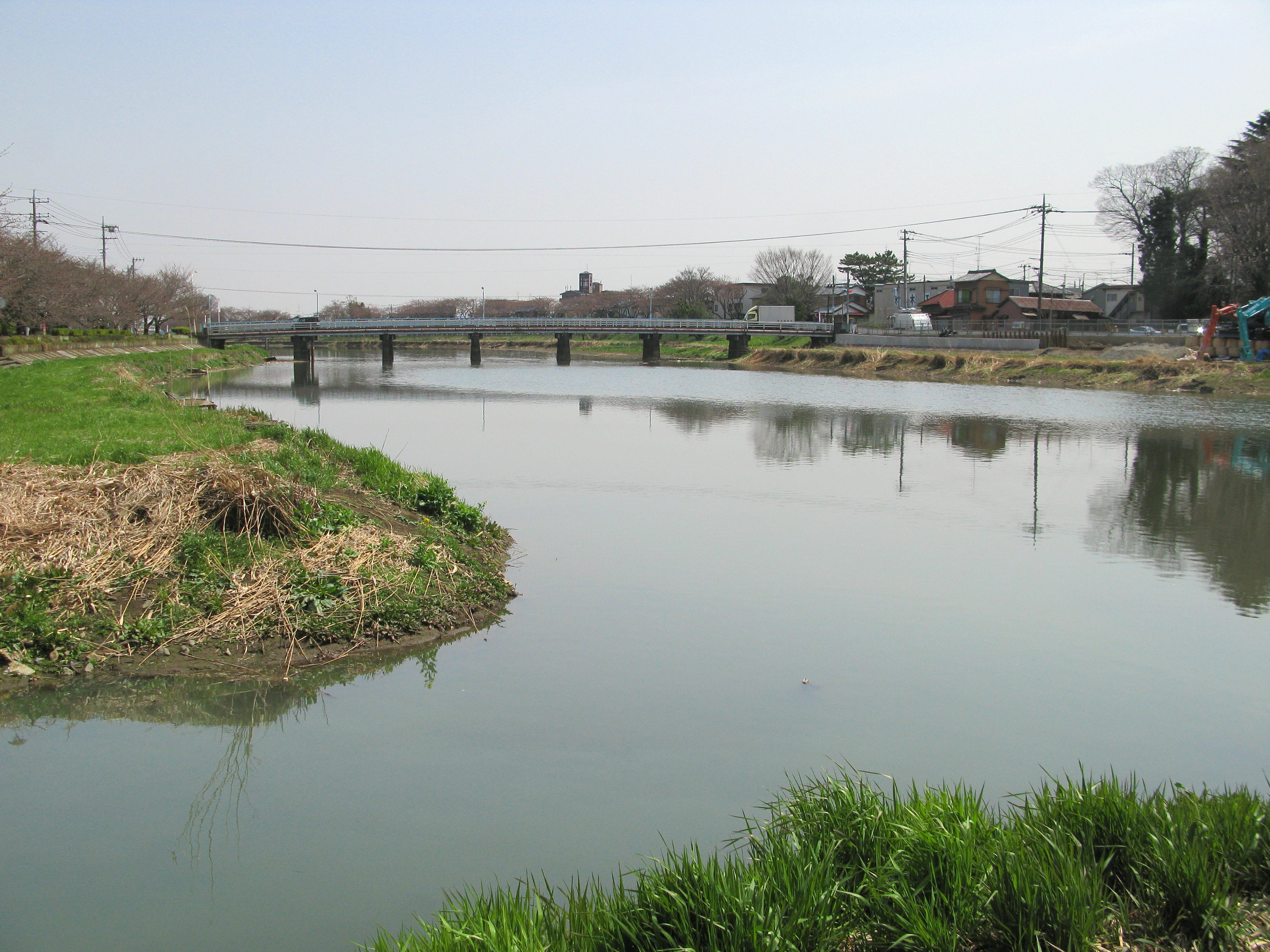
旧倉松落と大落古利根川の合流点

- 大口橋（埼玉県道320号西宝珠花春日部線）
- めがね橋

## 河川施設
- 旧倉松第一・第二調節池
- 旧倉松川排水機場
- 首都圏外郭放水路・幸松川流入施設
- 倉松落大口逆除

## 関連自治体
- 北葛飾郡杉戸町
- 春日部市